# ESV Rot-Weiß Stuttgart
Der ESV Rot-Weiß Stuttgart (voller Name: Eisenbahnersportverein Rot-Weiß Stuttgart e. V.) wurde 1920 gegründet und ist ein Sportverein aus Stuttgart-Bad Cannstatt. Er hat rund 550 Mitglieder in neun Abteilungen. Die Damenmannschaft der nicht mehr existierenden Abteilung Hockey gewann zwischen 1963 und 1971 sieben deutsche Meistertitel in der Halle.

## Allgemeines
Im Mai 1920 wurde in Degerloch der Verein der Verkehrsbeamten Bahn und Post gegründet. Im Mai 1933 zog der Verein nach Stuttgart-Bad Cannstatt auf die Sportanlage Cannstatter Wasen um. 1949 erfolgt die Namensänderung zum Eisenbahner Sportverein Rot-Weiss Stuttgart.  Die Geschäftsstelle befindet sich in der Mercedesstraße 67 in unmittelbarer Nachbarschaft zur Daimler AG und zum VfB Stuttgart.
Die neun Abteilungen des ESV RW Vereins umfassen folgende Sportarten/Bereiche:
- Angeln
- Basketball
- Boxen
- Faustball
- Fußball
- Leichtathletik
- Schi und Wandern
- Tennis
- Tischtennis

## Basketballabteilung
Die Basketballabteilung wurde im Herbst 1939 gegründet und wurde auf Anhieb zweiter des Gaus Württemberg. Die Basketballabteilung trägt den Zusatz Red Heat Stuttgart.
Die Basketballabteilung bestehts aus mehreren Herrenmannschaften und einer Damenmannschaften. Die Abteilung ist auch im Jugendbereich tätig und hat neben einer Minigruppe Mannschaften aus mehreren Altersgruppen (männlich: U 12 bis U 16, weiblich: U 12 bis U 18). Die erste Herrenmannschaft spielte einige Jahre in der Oberliga.
Die Heimspiele werden im Elly-Heuss-Knapp Gymnasium Bad Cannstatt ausgetragen.

## Hockey
Die Damenmannschaft des Klubs gehörte in der Halle zu den erfolgreichsten Mannschaften der Sportart. 1963 gewann sie erstmals den Meistertitel und wurde mit der Titelverteidigung im folgenden Jahr Rekordmeister. Nach weiteren Titelgewinnen 1967, 1968, 1969, 1970 und 1971 hielt sie diesen Titel bis 2004, als der Rüsselsheimer RK mit seinem achten Titel die Mannschaft überflügelte. 1983 gehörte die Mannschaft zu den Gründungsmitgliedern der Hallenhockey-Bundesliga, stieg jedoch zum Ende der Saison 1985/86 aus dem Oberhaus ab. Bald darauf löste der Klub seine Hockeyabteilung auf.

## Tennis
Wie jedes Jahr fand 2009 der Porsche Tennis Grand Prix in der benachbarten Porsche-Arena statt. Die Tennishalle des ESV Rot Weiß Stuttgart liegt nur 50 Meter daneben. Um den teilnehmenden Spielerinnen beim Warm machen die gleichen Bedingungen wie in der Porsche-Arena zu bieten, wird in der Halle der gleiche Sand benutzt.